# K.K. Partizan 1979-1980
Questa pagina raccoglie le informazioni riguardanti il Košarkaški klub Partizan nelle competizioni ufficiali della stagione 1979-1980.

## Roster
| N° | Naz.                  | Ruolo | Sportivo           |  | Alt. |  |
| -- | --------------------- | ----- | ------------------ |  | ---- |  |
| 4  | Jugoslavia (bandiera) | P     | Dragan Todorić     |  | 187  |  |
| 5  | Jugoslavia (bandiera) |       | Miroslav Milojević |  |      |  |
| 6  | Jugoslavia (bandiera) | C     | Milenko Savović    |  | 210  |  |
| 7  | Jugoslavia (bandiera) |       | Nebojša Rebić      |  |      |  |
| 8  | Jugoslavia (bandiera) | C     | Boban Petrović     |  | 204  |  |
| 9  | Jugoslavia (bandiera) | P     | Nebojša Zorkić     |  | 188  |  |
| 10 | Jugoslavia (bandiera) | C     | Milan Medić        |  |      |  |
| 11 | Jugoslavia (bandiera) | C     | Miodrag Marić      |  |      |  |
| 12 | Jugoslavia (bandiera) | C     | Jadran Vujačić     |  |      |  |
| 13 | Jugoslavia (bandiera) |       | Nebojša Lazarević  |  |      |  |
| 14 | Jugoslavia (bandiera) | A     | Arsenije Pešić     |  |      |  |
| 15 | Jugoslavia (bandiera) | A     | Dražen Dalipagić   |  | 197  |  |
|    | Jugoslavia (bandiera) |       | Goran Knežević     |  |      |  |
|    | Jugoslavia (bandiera) |       | Stevan Rajčević    |  |      |  |
|    | Jugoslavia (bandiera) | All.  | Dušan Ivković      |  |      |  |